# Бруннер, Карл (саночник)
Карл Бруннер (итал. Karl Brunner; 19 мая 1951, Вальдаора, Италия) — итальянский саночник, выступавший за сборную Италии в начале 1970-х — середине 1980-х годов, чемпион Европы и мира. Принимал участие в трёх зимних Олимпийских играх, на соревнованиях 1972 года в Саппоро, выступая в программе мужских одиночных заездов, смог подняться лишь до девятой позиции. Четыре года спустя, на турнире в Инсбруке финишировал ещё хуже, заняв в итоге только одиннадцатое место. На следующей своей Олимпиаде, 1980 года в Лейк-Плэсиде, в той же дисциплине вообще не финишировал, но за парные состязания, в которых выступал совместно с Петером Гшнитцером, удостоился серебряной награды.
Карл Бруннер, кроме того, является обладателем трёх медалей чемпионатов мира, в его послужном списке одно золото (одиночки: 1971) и два серебра (двойки: 1977; одиночки: 1979). Трижды спортсмен получал подиум чемпионатов Европы, в том числе один раз был первым (одиночки: 1971) и дважды вторым (одиночки: 1977; :двойки 1979). Бруннер три раза выигрывал общий зачёт Кубка мира, причём все три раза в парных состязаниях — сезоны 1977—1978, 1978—1979 и 1982—1983. Лучший результат программы мужских одиночных заездов показал в сезоне 1979—1980, когда по итогам всех этапов поднялся до второй позиции.